# Papiro 51

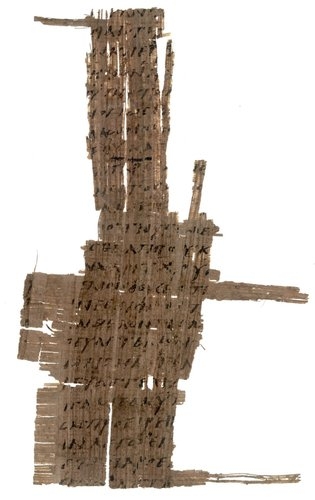
Papiro 51.

El Papiro 51 (en la numeración Gregory-Aland) designado como {\displaystyle {\mathfrak {P}}}51, es una copia antigua de una parte del Nuevo Testamento en griego. Es un manuscrito en papiro de la Epístola a los gálatas y contiene únicamente la parte de Gal. 1:2-10.13.16-20. Ha sido asignado paleográficamente a los siglos IV y V.
El texto griego de este códice es un representante del Tipo textual alejandrino, también conocido neutral o egipcio. Kurt Aland la designó a la Categoría II de los manuscritos del Nuevo Testamento.
Este documento se encuentra en el Museo Ashmolean (Ashmolean Museum of Art and Archaeology)(P. Oxy 2157), en Oxford, Inglaterra.